# Susorki iwkowskie
Susorki iwkowskie – regionalna odmiana suszu owocowego śliwy domowej, jabłoni i gruszy, cięta w plastry. Charakterystyczna dla gminy Iwkowa w Małopolsce. Wpisana na polską listę produktów tradycyjnych 26 sierpnia 2013.

## Proces i warunki
Warunki glebowe i klimatyczne panujące na terenie gminy Iwkowa sprzyjają sadzeniu i wzrostowi drzew owocowych (tradycje sadownicze okolic sięgają XVI wieku). Z pokolenia na pokolenie przekazywana tu była również tradycja suszenia owoców na miesiące zimowe, przy czym najwcześniej suszono tylko śliwki (jabłka i gruszki suszy się od lat 70. XX wieku, po załamaniu się koniunktury na śliwki; wcześniej robiono to wyłącznie w ograniczonym zakresie, na własne potrzeby). Suszy się najczęściej owoce starych odmian, o najwyższej jakości. Kilkudniowy (2–6 dni) proces suszenia i podwędzania odbywa się w tradycyjnej, dwukondygnacyjnej suszarni opalanej wyłącznie sezonowanym, suchym drewnem drzew liściastych (buk, dąb, grab i drewno wyciętych, starych drzew owocowych). Temperatura suszenia waha się w granicach 45–70 °C. Z 4–5 kilogramów świeżych owoców otrzymuje się kilogram suszu, przy czym każdy z gatunków owoców suszy się osobno, dostosowując technologię procesu do każdego z nich. Susz posiada znacznie wyższy niż owoce świeże udział błonnika, witamin i mikroelementów.

## Cechy
Rozmiar: śliwki – w zależności od wielkości owoców, najczęściej kroi się na grubość 1,5–4,5 cm, gruszki – w zależności od odmiany na 6–8 cm, jabłka – średnica plastra to 3–6 cm. Wyczuwalny musi być charakterystyczny posmak dymu.

## Zastosowanie
Do kompotów, farszów do pierogów, jako dodatek do ciasta chlebowego lub słodkiego.

## Promocja
Promocja produktu odbywa się m.in. poprzez doroczne Święto Suszonej Śliwki w Iwkowej. Największe skupisko producentów susorek to wsie Dobrociesz, Wojakowa i Kąty.